# مورتالا محمد
مورتالا روفایی رامات محمد (انگلیسی: Murtala Rufai Ramat Muhammed؛ ۸ نوامبر ۱۹۳۸ – ۱۳ فوریهٔ ۱۹۷۶) رئیس دولت نظامی نیجریه از ۳۰ ژوئیه ۱۹۷۵ تا ترورش در ۱۳ فوریه ۱۹۷۶ بود. از فعالیت‌های برجستهٔ او در دوران ریاست جمهوری می‌توان به پیشنهاد برای انتقال پایتخت از لاگوس به آبوجا و ایجاد هفت ایالت جدید (اوگون، اوندو، ایمو، باوچی، بنوئه، بورنو، نیجر) که تعداد ایالات نیجریه را به ۱۹ رساند؛ اشاره کرد.

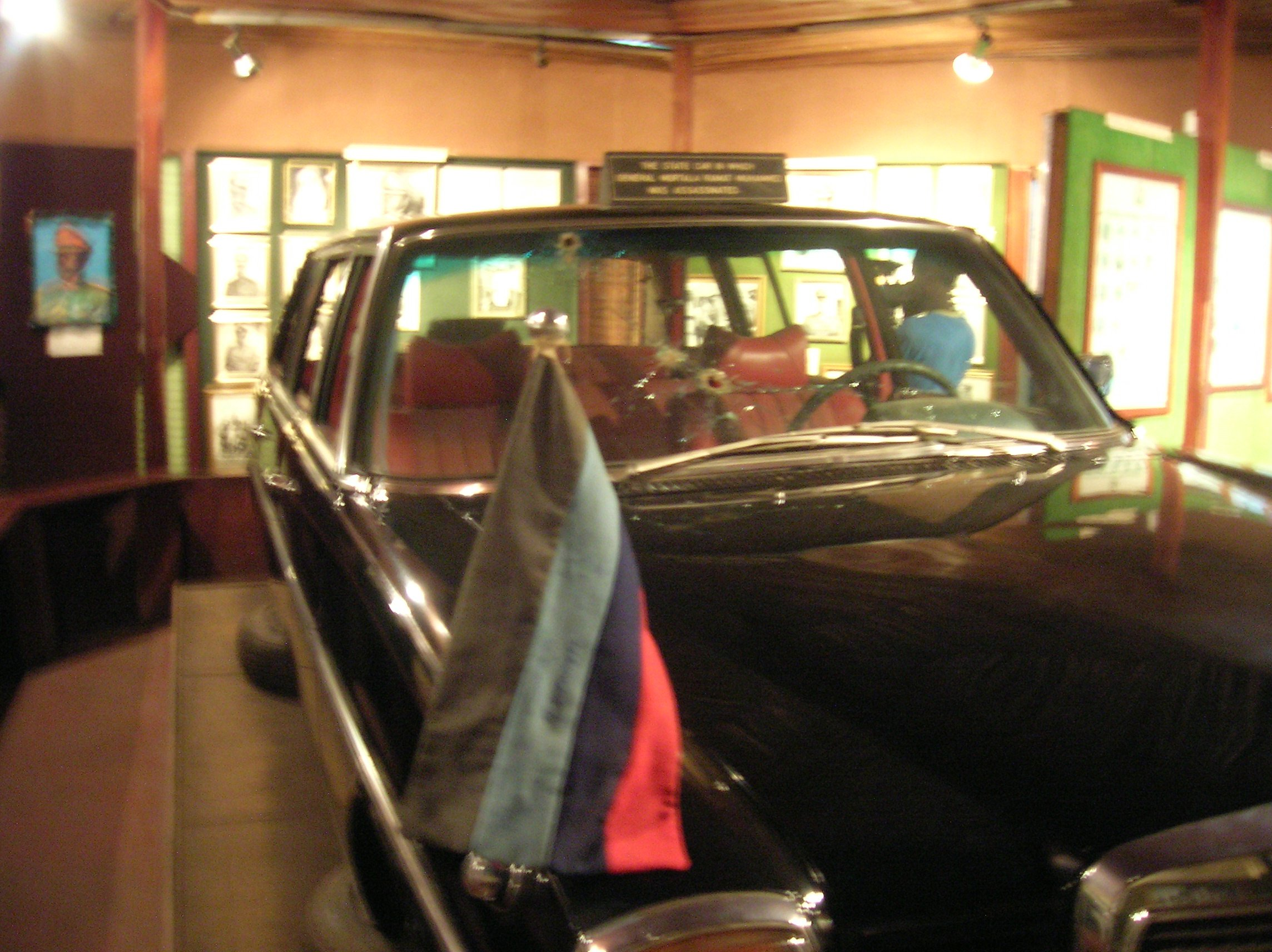
ماشینی که مورتالا محمد در آن ترور شد

مورتالا محمد در سال ۱۹۵۸ به ارتش نیجریه پیوست. وی دوره‌های آموزشی کوتاهی را در نیجریه و غنا گذراند و پس از آن به عنوان افسر در مدرسه نظامی سلطنتی سندهرست در انگلستان آموزش دید. در بازگشت به نیجریه در سال ۱۹۶۴، وی به فرماندهی اصلی اسکادران اول سیگنال در آپاپا، لاگوس منسوب شد.
در تاریخ ۳۰ ژوئیه سال ۱۹۷۵، سرتیپ محمد پس از سرنگونی ژنرال گون، با حضور در نشست سازمان وحدت آفریقا در کامپالا، اوگاندا، رئیس دولت شد. در مدت زمان کوتاهی، سیاستهای مورتالا محمد حمایت گسترده مردمی را در پی داشت به طوری که او در بین مردم یک قهرمان به‌شمار می‌آمد. وی در ۱۳ فوریه ۱۹۷۶، در سن ۳۷ سالگی در ماشینش در مسیر رسیدن به دفتر کارش در پادگان دودان، لاگوس ترور شد. فرودگاه بین‌المللی مورتالا محمد در لاگوس به افتخار او این‌گونه نامیده شده‌است.